# L'aigrette
L'aigrette è un film muto italiano del 1917 diretto da Baldassarre Negroni.